# Ленина (Луганская область)
Ленина (укр. Леніна) / Мария (укр. Марія) — посёлок в Луганском районе (до 2020 года в Лутугинском районе)Луганской области Украины. Посёлок входит во Врубовский поселковый совет.

## Географическое положение
Соседние населённые пункты: посёлки Успенка на юге, Ясное, Новопавловка на юго-западе, Врубовский на западе, Белореченский, Комсомолец, Белое, Сборное на северо-западе, сёла Гаевое на севере, Роскошное и город Луганск на северо-востоке, посёлки Челюскинец и Георгиевка на востоке, город Лутугино на юго-востоке.

## История
В январе 1989 года численность населения составляла 1754 человека.
По состоянию на 1 января 2013 года численность населения составляла 1070 человек.
С весны 2014 года — в составе Луганской Народной Республики.
12 мая 2016 года Верховная Рада Украины переименовала посёлок в Марию в рамках кампании по декоммунизации на Украине. Переименование не было признано властями самопровозглашенной ЛНР.

## Местный совет
92020, Луганская обл., Луганский район р-н, пгт. Врубовский, ул. Щорса, 1